# Jedlnia-Letnisko (plaats)
Jedlnia-Letnisko is een dorp in het Poolse woiwodschap Mazovië, in het district Radomski. De plaats maakt deel uit van de gemeente Jedlnia-Letnisko en telt 3 692 inwoners.

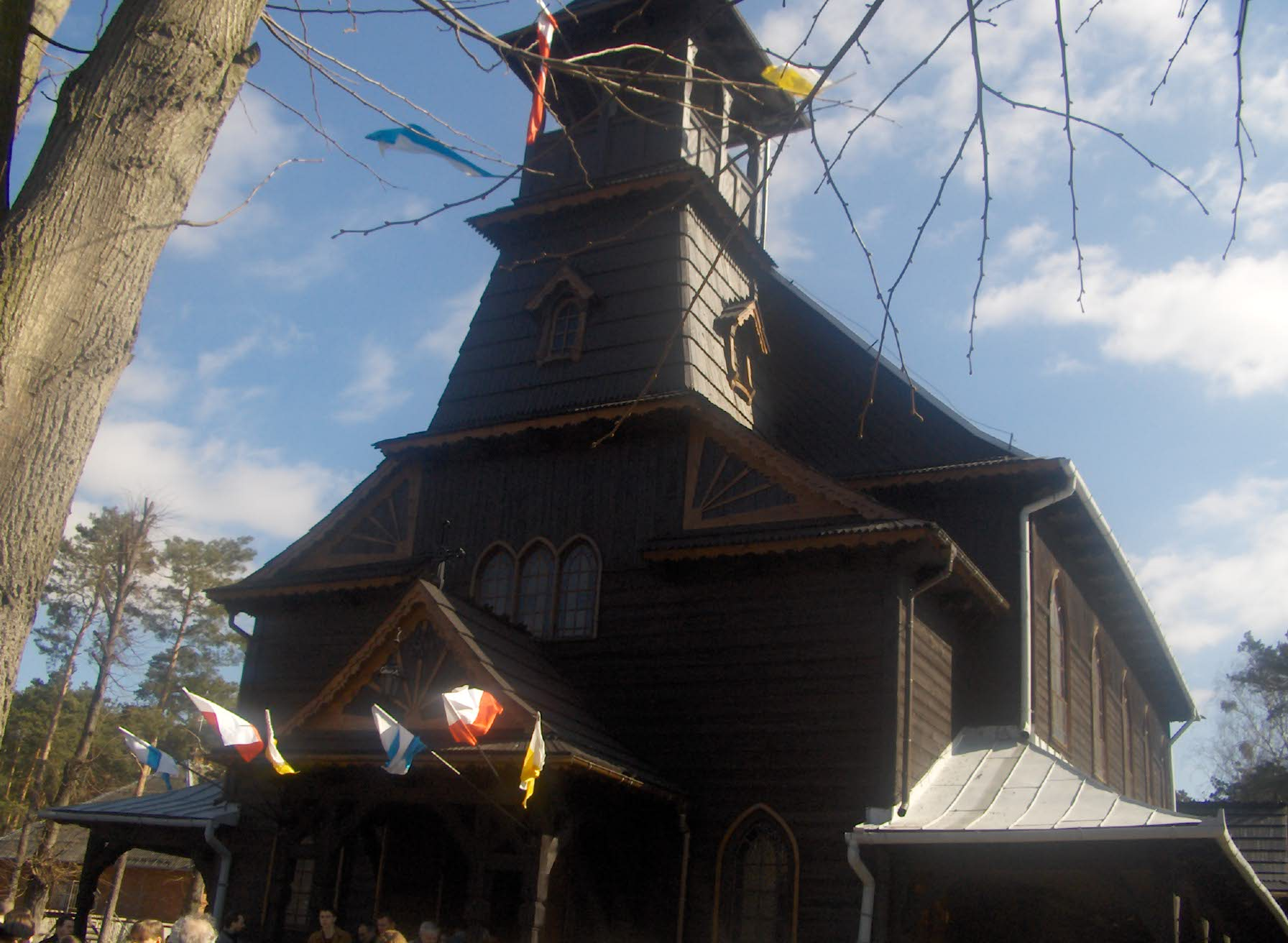